# 久留米工業高等専門学校
久留米工業高等専門学校（くるめこうぎょうこうとうせんもんがっこう、英称:National Institute of Technology, Kurume College）は、福岡県久留米市小森野一丁目にある日本の国立高等専門学校。1964年に設置された。略称は久留米高専。

## 特色
現在の高専制に移行したのは最初の高専設立から2年後だが、旧工専時代から続く伝統ある高専。全国62校の高専の中で最初に設立された高専でもある。「自立の精神」を設立当初からの教育理念に掲げている。
学生の活動に対する教職員の関与は極端に少なく、大学同様、学生会行事は学生自らの手で企画・運営が成されている。また校内放送による学生や教職員の呼び出し等も無く（通常、放送設備の使用は災害等の緊急時のみ）、各種連絡は掲示板を主とし、キャンパスライフさながらの学生生活を送ることができる。

## 沿革
- 1939年5月 - 久留米高等工業学校設立（旧制）[1]。
- 1944年4月 - 久留米工業専門学校に改称[1]。
- 1949年5月 - 九州大学に包括される[1]。
- 1951年3月 - 閉校[1]。
- 1958年4月 - 久留米工業短期大学設立[1]。
- 1961年4月 - 附属工業高等学校設立[1]。
- 1964年4月 - 附属工業高等学校を廃止し、久留米工業高等専門学校設立[1]。機械工学科2学級、電気工学科、工業化学科、金属工学科を設置。
- 1966年3月 - 久留米工業短期大学廃止[1]。
- 1987年4月 - 金属工学科を材料工学科に改名[1]。
- 1991年4月 - 機械工学科2学級のうち1学級を制御情報工学科へ改組[1]。
- 1993年4月 - 専攻科開設[1]。
- 1996年4月 - 工業化学科を生物応用化学科に改組[1]。
- 2001年4月 - 電気工学科を電気電子工学科に改組[1]。
- 2004年4月1日 - 独立行政法人に移行[1]。
- 2017年4月1日 - 材料工学科を材料システム工学科に改組[1]。
- 2022年8月5日 - 筑後川花火大会の花火の玉が弓道場に落下し、爆発[2]。弓道場が全焼[3]。

## 設置学科

### 学科（準学士課程）と主な専門科目
- 機械工学科（A） - 機械設計、流体力学、熱力学、材料力学、破壊力学、制御工学、情報処理など
- 電気電子工学科（E） - 電磁気学、電気回路、電子回路、電気電子計測、電気機器、通信工学、情報処理など
- 制御情報工学科（S） - 情報処理、計算機工学、制御工学、機構学、熱／流体工学、電磁気学、電子回路など
- 生物応用化学科（C） - 生物化学コース（遺伝子細胞工学、生物工学など）、応用化学コース（高分子化学、機能有機材料など）
- 材料システム工学科（M） - 材料力学、材料物性学、無機化学、加工学、金属物理学、セラミックス材料学など

この他、全ての学科で実験や実習に多くの時間が割り振られている。

### 専攻科（学士課程）
- 機械電気システム工学専攻（定員12名/学年）[4] - 機械工学科、電気電子工学科、制御情報工学科から進学
- 物質工学専攻（定員8名/学年）[4] - 生物応用化学科、材料工学科から進学

本科の卒業生以外にも、他の高専や短期大学の卒業生、社会人の受け入れを行っている。

### 学科略称の由来
通常、学科の略称には学科名を英語表記した際の頭文字が採用される。よって他高専の機械工学科はMと略されていることがほとんどであるが、久留米高専では頭文字をAとしている。
これは、久留米高専の設立当初は、機械工学科A・Bの2クラスが設置されており、略称を単純にA、Bとしていたことによる。制御情報工学科設置に伴い、機械工学科は1クラスとなったが、略称だけは学校設立当初のまま残っている。

## 行事

### 恒例行事
- 高専祭[2]（11月初旬） - 準備期間を含めて5日間すべての授業を中止し、前夜祭、文化祭、体育祭を行う。文化祭や前夜祭では学科ごとに御輿を担いで市内を練り歩いたり、各学科・各部活の体験イベント、バンド演奏、カラオケ大会、各部活や同好会による出店などが行われる。ここ数年の名物イベントに女装コンテストがある。4年に一度大高専祭を行う。
- 文化部発表会（6月頃） - 体育館を使い、本格的な照明やPAを用いたバンド演奏やゲームなどを行う。2012年度より、「音楽祭」から名称が変更された。
- 予餞会（3月頃） - 卒業生を送り出す恒例行事であったが、平成17年度後期学生大会で開催が否決されたため、それ以降は行われていなかったが、平成21年度に復活した。
- クラスマッチ - 春と秋に開かれるクラスごとのスポーツの祭典。主にバスケ、サッカー、バレーボールなどの球技と長縄で競われる。サッカー、バレーボールは1年生から5年生までの25クラスで競われる。

## 施設

### 一般棟
- 一般教室棟[5] - 主に1〜2年生がホームルームとして使用する、3階建ての建物。また1階には学生課があり、学生に対する連絡が掲示される掲示板も設置されている。2007年度末に耐震補強工事が施され、学生課の窓にブレースが入り建物への入り口に壁が一枚増えた。
- 一般研究棟[5] - 主に一般科目教員の研究室があり、一般棟と平行して建っている。廊下には歴代の電子計算機や半導体のシリコンウエハなどが展示してある。
- 管理棟[5] - 教員以外の殆どの職員が勤務する場所。校長室や非常勤講師室もある。一般棟の横に建っている。

### 学科棟
- 機械・材料工学科棟[5] - 平成15年度の改修工事により、内部構造が大幅に変更された。教官室はガラス張りとなった。1階のホールには応接セットが置かれているが、主な使用者は学生である。かつては“オレンジホール”と呼ばれる憩いの場が存在したが、今では教官室となっている。
- 電気電子工学科棟[5] - 2006年10月に改修工事が行われ、機械・材料棟と似た構造となっている。ただ、部分的に旧さも見られる。
- 制御工学科棟[5] - 他の専門棟と比較して小さな建物で、周りを各学科棟に囲まれている。
- 生物応用化学科棟[5] - 比較的新しい、4階建ての建物。改修され、選択科棟と連結された。1階には貴重品用のロッカーが置かれている。また連結された選択科棟は、屋上にヘリポートがある（しかし事実上使用することができない）。
- 専攻科棟[5] - 専攻科生のみが使用するわけではないが、この名称が付けられている。建物の裏側には学生駐車場がある。
- D教室[5] - 機械・材料棟と電気棟を繋ぐ部分に存在する講義室群。D1〜4の4つの講義室から成り立つ。一番広い部屋には200名程が収容でき、大学の大講義室のような構造になっている。
- 実習工場[5] - 生化棟から北側に位置する金属加工等の実習を行うための施設。高専発足時から長年使用されてきた加工機器から最新機器まで設置されベテランの教官、技師が居る。鉄の精錬の為の溶解炉（キューポラ型）など他校に無い珍しい実習室もある。

### 運動施設
- 第一体育館[5] - 体育の授業や部活等の他、集会等で使用する。第一体育館のある場所には以前、講堂が存在していた。更に以前は講堂は現在の化学科棟の場所にあった。
- 第二体育館[5] - 体育の授業や運動部（バレー、空手など）が使用。第一体育館よりも少し狭い。
- グラウンド
- 野球場[5] - 野球部の練習場所で外野は芝生になっている。クラスマッチなどでサッカーのために使われることもある。
- 武道場[5] - 第一体育館の西側（裏側）にあり一階がウェイト場、シャワー室、男子ロッカールーム、教官室がある。二階が剣道場と柔道場になっている。道場の利用者は主に剣道部、柔道部、各学科応援団である。グラウンドや周辺が見渡せる屋上がありイベント毎にビデオカメラが設置される。
- テニスコート[5] - クレーコート4面、砂利を敷き埋しきつめたコート1面の計5面を有している。伝統としてクレーは硬式、砂利は軟式が使用しているが、それぞれ占有しているわけではなく、申請すれば互いのコートを使用することが出来る。
- プール[5]
- 弓道場-2019年からプールと共に建て替えられた。射場と的場で構成されており、二棟の間は芝生が敷き詰められていた。2022年8月5日に3年ぶりに開催された筑後川花火大会の不発弾が直撃し、天井を突き抜け爆発炎上、窓ガラスや木戸を吹き飛ばした。なお、この事故による怪我人は確認されていない[3]。

### 福利厚生施設
- ウェーブホール[5] - 食堂と売店が入った施設。以前は床屋（通称セントコ）も営業していた。食堂のメニュー数は減るものの、平日であれば長期休暇中も営業しており、非常に便利である。なお、建物の名称は学生から募集して決定されたものである。売店においては近年キャッシュレス化が進み、現在現金のほか交通系ICカード・PayPay・LINE Payでも支払いができる。[6]
- 図書館[5] - 2014年に改装工事が完了し[7]、新築同様の建物となっている。1階は以前とほぼ同じく閲覧室と学習スペースという構造になっているが、2階の教室配置は大きく変更され、電算室に相当するL1、L2教室やそこにあるパソコンを管理するサーバー室のほか、様々な講義室が新設され、新型のパソコンが大量に導入された。一時期「SOS室」なるものが実在した。
- 部室棟[5] - 2つの建物が存在するが、うち1つは建て直されガラス張りの更衣室となった。2008年より改修工事中。ここでは主に文化系の部活動や合気道部が活動しており、中央執行委員会室、実行委員会室なども存在する。
- 筑水寮[5] - 男子寮で、学校の敷地の端に位置する。寮には寮生専用の食堂（男女共用）がある。
- つつじ寮[5] - 女子寮で、筑水寮の隣（ボイラー室の跡）に位置する。2012年度から運営が開始された。定員は30名。名称は、学生・教職員による公募で選ばれた。

### その他
- 正門 - 夜中になると門や学校名がライトアップされる。午後10時には閉門される。
- 太陽光発電設備 - 機械・材料棟と電気棟の屋上には太陽光発電パネルが設置されており、機械・材料棟の前のモニタで発電量を知ることができる。また2014年には、改装された図書館の屋上にも設置され、図書館のエントランスに設置されたモニタには太陽光発電の解説映像やその日の発電量のグラフが放映されている。
- 銀杏並木 - 正門から第一体育館まで銀杏並木が並ぶ。その間隔は、東大と同じ間隔にされている。秋には銀杏を拾いに来た小森野町の住民を見かけることもある。
- 校歌 - 存在するが、演奏される機会がほとんどなく、大多数の学生および教員は歌えない（存在を知らない学生も多い）ため、新聞記事になったこともある[要出典]。ただ不思議なことに、電気電子工学科のみ音楽が必修教科となっており、講義中に校歌を歌うため、電気電子工学科の学生は確実に校歌の存在を知っている。歌詞や楽譜は学生便覧に掲載されている。2022年に就任した校長が、校歌の歌唱音声を外部へ発注し全校集会で流す、学生に歌わせるなどして、少しずつ知名度が上がりつつある。なお、高専のホームページには学校案内の欄に「校歌」という項目が追加されており、そこから校歌を聞くことができるようになっている。

## 立地
久留米市の端、小森野に位置し、九州一の長さを誇る筑後川と宝満川の合流地点でもある。学校を出て北に向かうとすぐに佐賀県鳥栖市に入り、学生には佐賀県出身者も多く、大分県（特に日田市、玖珠郡など）から通学する学生もいる。
以前は久留米市街方面への最寄の交通ルートは小森野橋のみであったが、2000年（平成12年）に二千年橋が開通した。
公共交通機関からのアクセスはそれほど良いとは言い難いが、車両通学が認められることもあり、ほとんどの学生が自宅から通学している。

### 交通アクセス
- 西鉄天神大牟田線 西鉄久留米駅からバス20分（8番に乗り「高専前」下車）、宮の陣駅から徒歩25分
- JR九州（鹿児島本線・久大本線）久留米駅からバス10分（18番に乗り「高専前」下車）、徒歩25分、自転車15分
- 九州自動車道久留米ICから車で20分

西鉄宮の陣駅やJR久留米駅から自転車で通学する学生が多い。

### マイカー・バイクによる通学
車両通学は4年生以上に関しては基本的に認められており、学生課に届け出れば自動車や二輪車で通学することができる。届出に関する規則は厳格化されたものの、距離制限等は緩いため、ほとんどの学生に通学資格が与えられる。当然、運転免許の取得が最低条件となるが、免許の取得自体に制限は存在しない。

## 著名な卒業生
- 乙一 - 小説家。在学中に『夏と花火と私の死体』でジャンプ小説・ノンフィクション大賞を受賞している。材料工学科卒。
- 安部龍太郎 - 小説家。機械工学科卒。
- Buzz72+ - ロックバンド。メンバーのうち、松隈健太（リーダー、ギター）生物応用化学科卒、轟隆（ドラムス）機械工学科卒。
- 伊佐佳久 - 作画監督。自主制作アニメーションサークル「irodori」メンバー。代表作品にジャストプロのアニメーション事業部 ヤオヨロズ制作「けものフレンズ (アニメ)1期」がある。
- 井手直行 - 実業家。2008年から、クラフトビールメーカー・ヤッホーブルーイングの代表取締役社長を務める。電気工学科卒。
- フジナッツ健- 芸人、ゲーム実況者。3年で中退している。
- 松隈ケンタ- ミュージシャン